# Circus (gebouw)

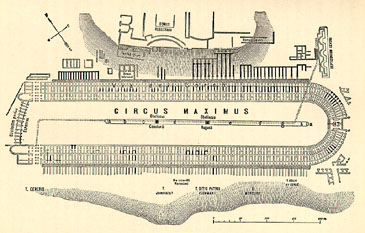
Grondplan van het Circus Maximus in Rome, typerend voor alle Romeinse circussen

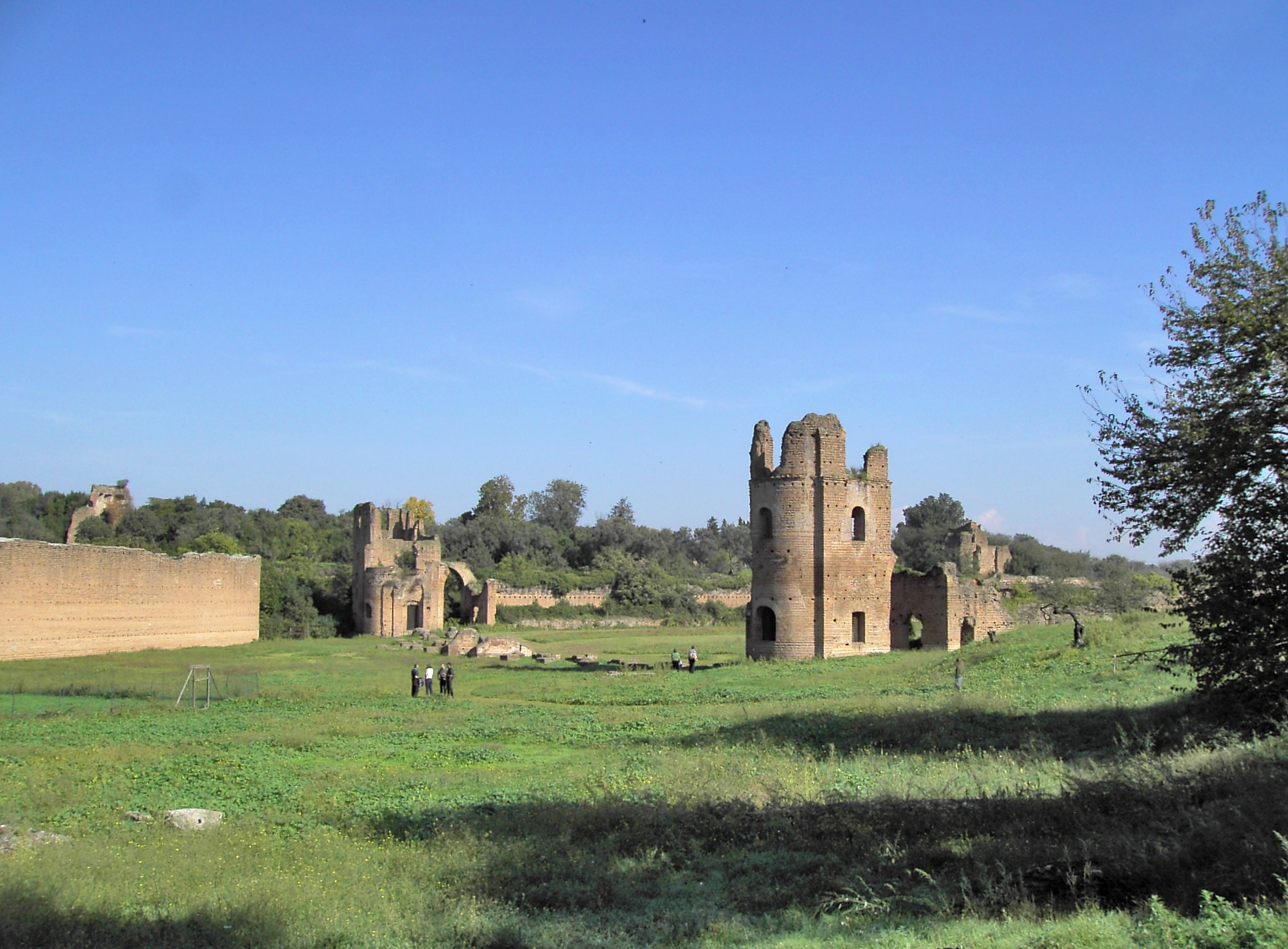
Ruïne van het Circus van Maxentius

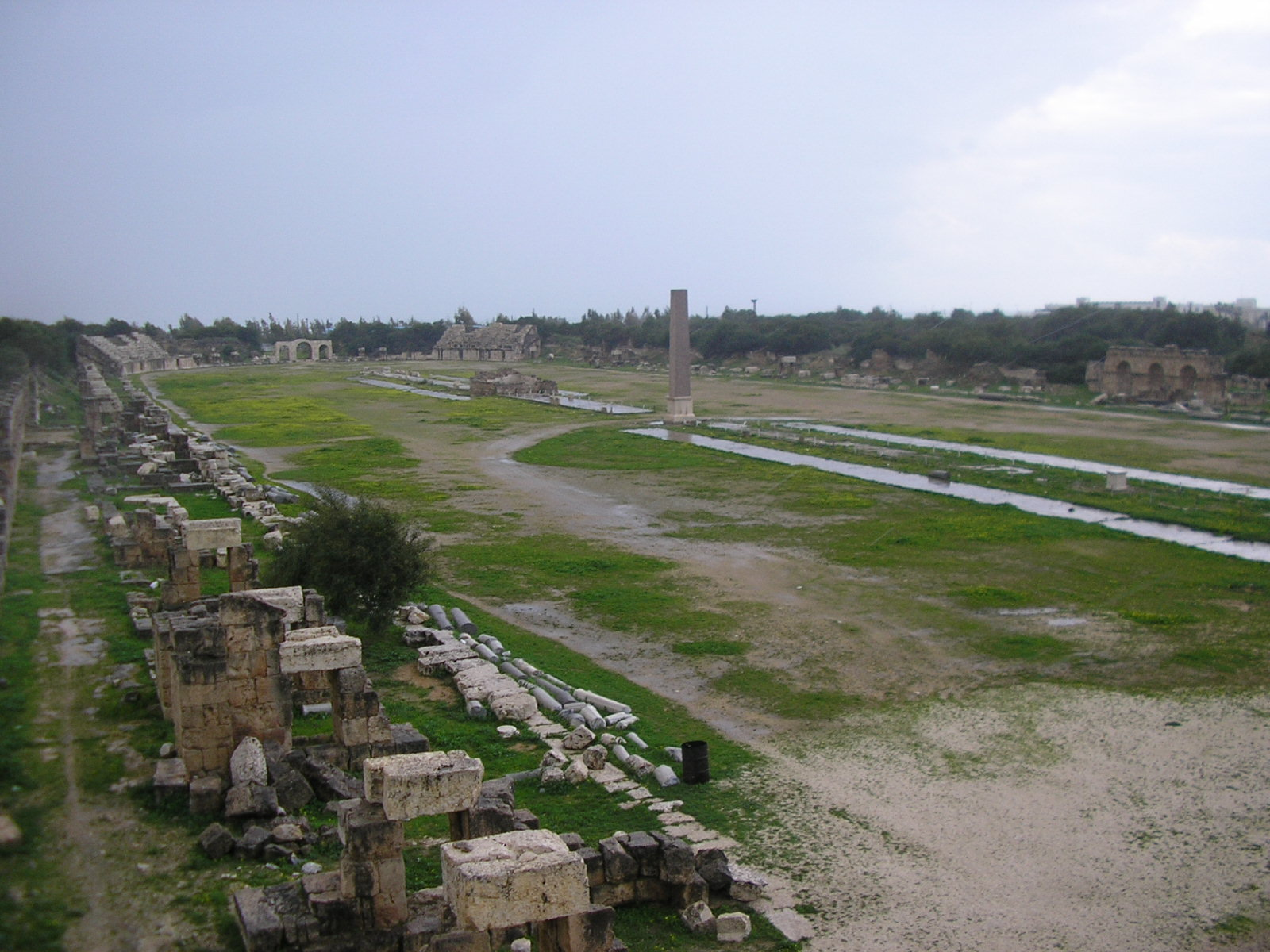
De hippodroom van Tyrus

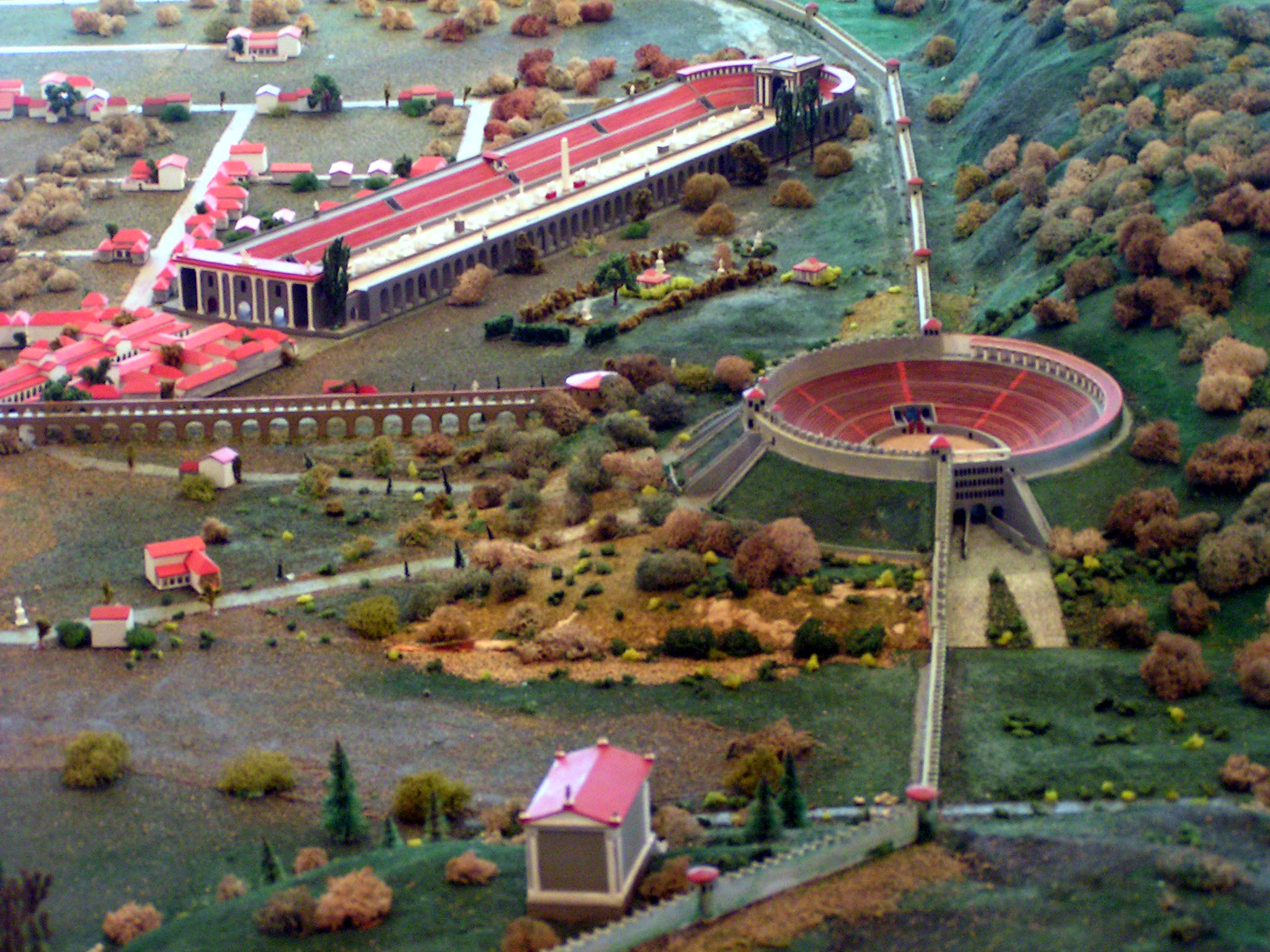
Maquette van het circus en het amfitheater van Trier

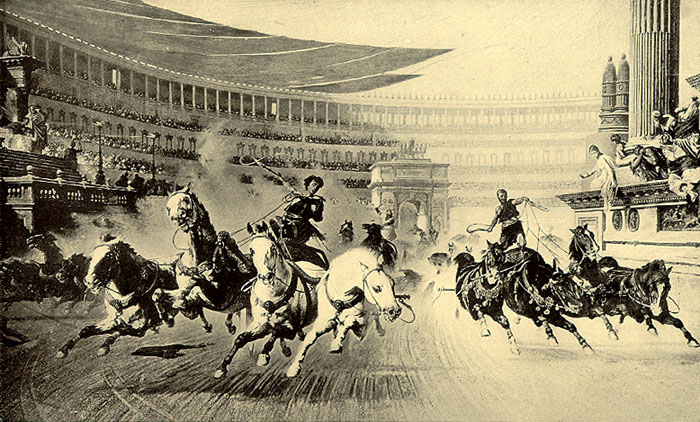
Wagenrennen in een Romeins circus

Een circus is een gebouw uit de Romeinse oudheid, dat voornamelijk gebruikt werd voor wagenrennen. Voor dit type gebouw wordt ook vaak de Griekse naam hippodroom gebruikt.
Naast wagenrennen werden er ook gladiatorengevechten, venatio (jachtshows), executies van criminelen en andere vormen van publiek vermaak gehouden.
De wagenrennen genoten een enorme populariteit bij het gewone volk in de oudheid en er werden dan ook overal in het Romeinse Rijk circussen gebouwd. De meeste hiervan zijn verloren gegaan. Slechts op een aantal locaties zijn de restanten van een Romeins circus teruggevonden. De best bewaard gebleven circussen staan in Leptis Magna en Rome (Circus van Maxentius).

## Opbouw van een circus
Een circus had een langwerpige renbaan met tribunes op de lange en korte ronde zijden. De renbaan was tussen de 300 en 600 meter lang en tussen 50 en 100 meter breed.

Verder bestond een circus uit:
- Het Pulvinar, de keizerlijke of eretribune.
- De carceres, de startkooien gebouwd op de korte rechte zijde van waaruit de wagens met hun paarden vertrokken.
- De spina, de verhoogde afscheiding in het midden van de renbaan. Deze werd versierd met obelisken, tempeltjes en standbeelden.
- De metae, drie kegelvormige zuilen op de uiteinden van de spina, die aangaven waar de menners hun paarden zo kort mogelijk om heen moesten sturen.

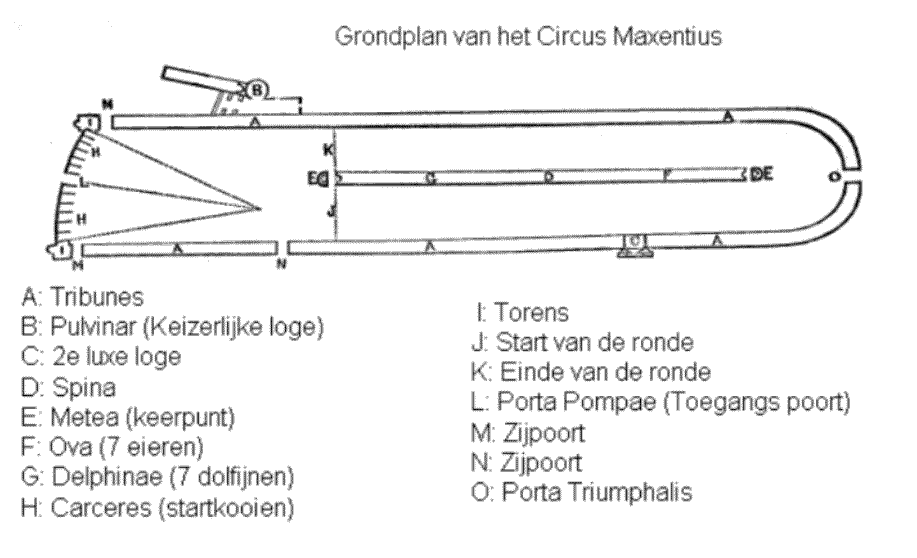
Grondplan van het Circus van Maxentius

## De wagenrennen
Aan de wedstrijden namen vier teams deel, die ieder een politieke stroming vertegenwoordigden: de Roden, de Groenen, de Witten en de Blauwen. Meestal werd er met een quadriga, een vierspan, gereden, maar er werden ook races gehouden met de biga (tweespan), triga (driespan),  seiuga (zesspan) octoiuga (achtspan) en zelfs de decumuga (tienspan).
De wagens startten vanuit de carceres waar de startkooien naast elkaar stonden. De magistraat belast met de organisatie van de spelen gaf het startsein waarna de hekken van de kooien opengingen. 

Tijdens een race moesten de wagens zeven keer om de spina heen rijden. Bij de metae, de keerpalen op de hoeken van de spina, was het de bedoeling om de bocht zo kort mogelijk te nemen om zo de tegenstanders te hinderen. Vele wagens sloegen hier om, waarbij het regelmatig voorkwam dat de menners uit de wagens vielen, werden meegesleurd door de paarden en zo de dood vonden. Op de spina stonden aan beide uiteinden zeven eieren en zeven, met water gevulde, bronzen dolfijnen opgesteld, waarmee de verreden rondes werden afgeteld. Bij iedere doorkomst werd een ei verwijderd en een dolfijn omgekiept zodat het water in een marmeren bak terechtkwam.
De menners waren veelal slaven of vrijgelatenen met een lage sociale status. Zij konden door de grote populariteit van de wagenrennen echter veel roem vergaren. Vrouwen werden verliefd op hen en dichters droegen hun werk aan ze op. De grootste menner aller tijden was Diokles. Hij behaalde 1462 overwinningen in 4257 races.

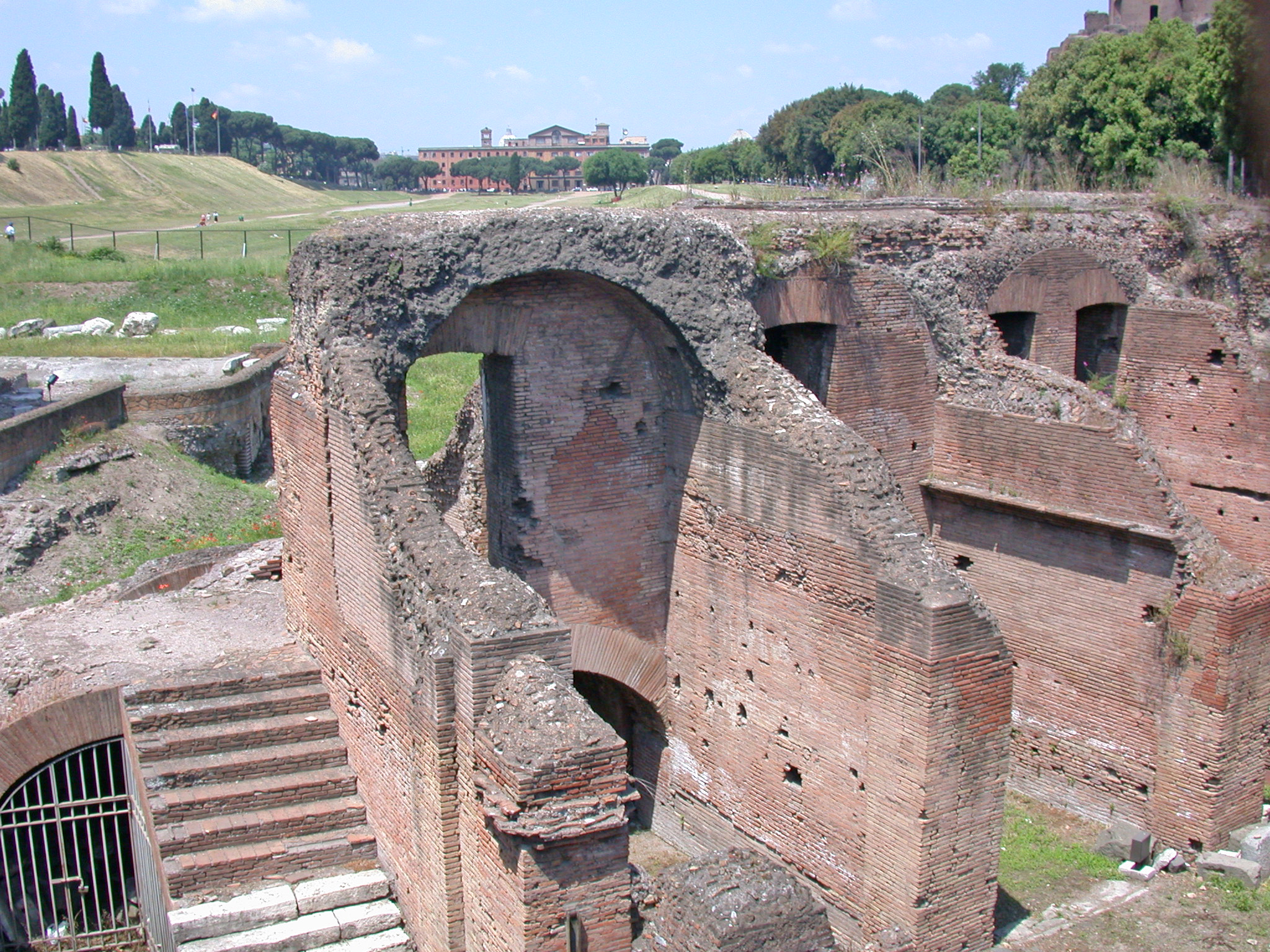
Circus Maximus

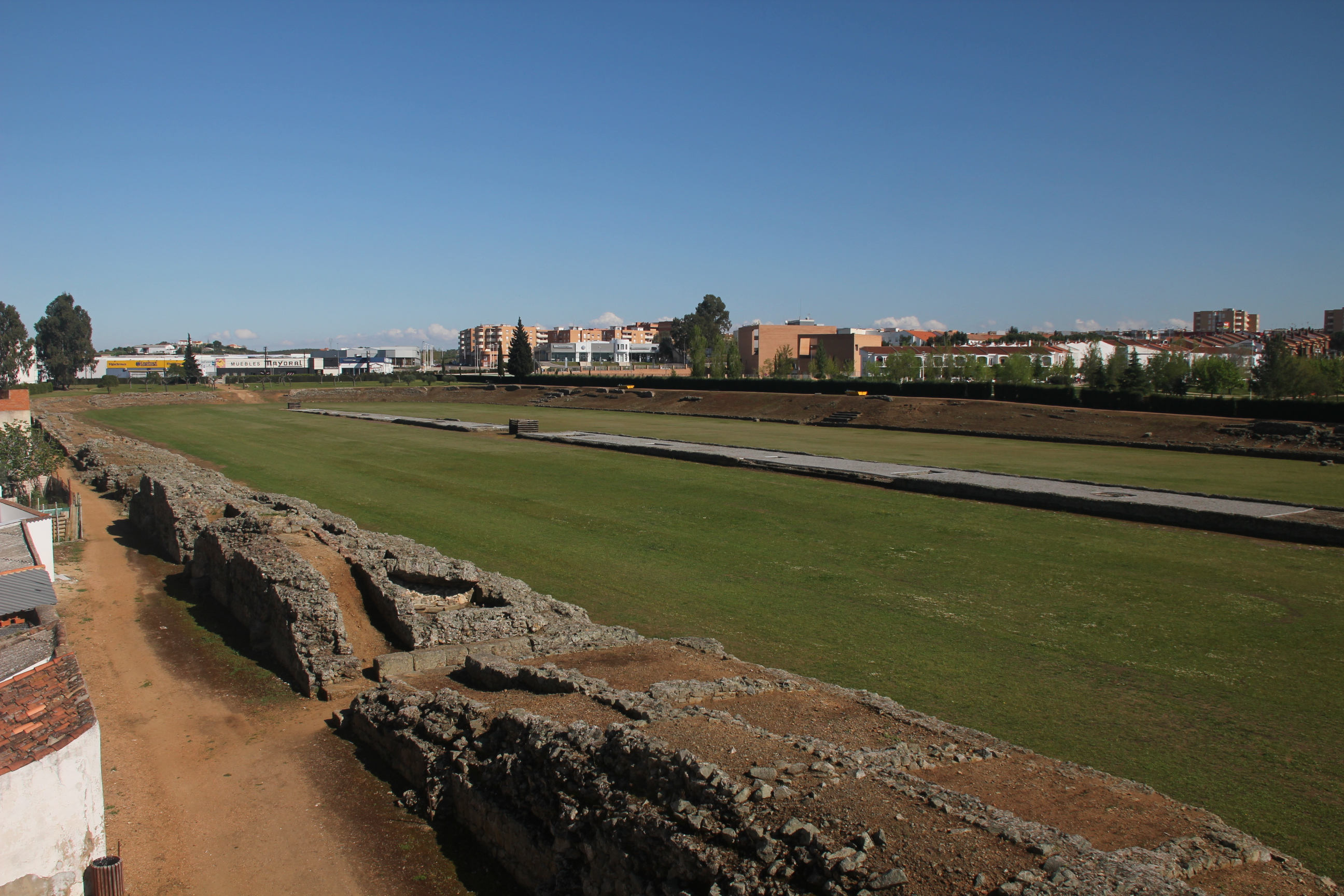
Het circus van Emerita Augusta

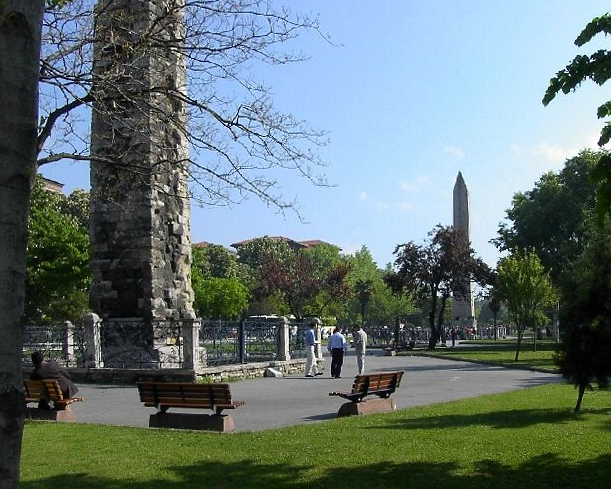
De obelisken van de Hippodroom van Constantinopel

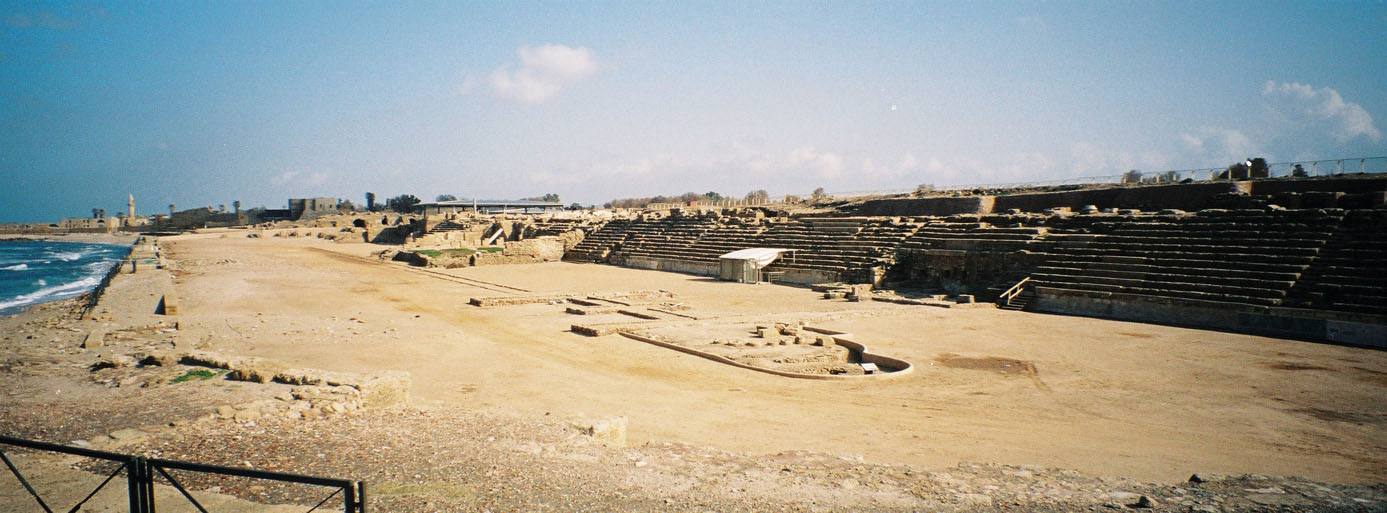
De hippodroom van Caesarea

## Lijst van Romeinse circussen
Dit is een lijst van locaties waarvan bekend is dat er een Romeins circus stond. De lijst is nog niet compleet.

### Duitsland
- Augusta Treverorum (Trier)

### Egypte
- Alexandrië
- Antinoöpolis

### Engeland
- Camulodunum (Colchester)

### Frankrijk
- Arelate (Arles)
- Lugdunum (Lyon)
- Mediolanum Santonum (Saintes)
- Vienna (Vienne)

### Griekenland
- Gortyn op Kreta
- Thessaloniki

### Italië
- Aquileia
- Bovillae (Frattocchie-Boville)
- Mediolanum (Milaan)
- Rome, 5 circussen.
  - Circus Maximus
  - Circus Flaminius
  - Circus van Nero
  - Circus Varianus
  - Circus van Maxentius

### Israël/Palestina
- Caesarea
- Scythopolis (Bet She'an)
- Jericho (bij Herodes' winterpaleis)

### Jordanië
- Hippodroom van Jerash (Gerasa)

### Libanon
- Tyrus

### Libië
- Cyrene
- Leptis Magna

### Portugal
- Miróbriga (Santiago do Cacém)

### Servië
- Sirmium (Sremska Mitrovica)

### Spanje
- Calagurris (Calahorra)
- Emerita Augusta (Mérida)
- Itálica
- Saguntum (Sagunto)
- Tarraco (Tarragona)
- Toletum (Toledo)

### Syrië
- Nova Trajana Bostra (Bosra)
- Laodicea (Latakia)

### Tunesië
- Carthago
- Hadrumetum (Sousse)
- Thugga (Dougga)
- Thysdrus (El Djem)
- Utica

### Turkije
- Antiochië
- Constantinopel (Istanboel)
  - Het Hippodroom van Constantinopel
- Nicomedia (Izmit)

## Referentie
- Fik Meijer, Wagenrennen - Spektakelshows in Rome en Constantinopel. Uitgeverij Athenaeum-Polak & Van Gennep 2004.